# Le Secret de Moby Dick
Pour plus de détails, voir Fiche technique et Distribution.
Le Secret de Moby Dick (Samson og Sally) ou Samson et Sally au Canada, est un film d'animation suédo-danois réalisé par Jannik Hastrup, sorti en octobre 1984 au Danemark. 

## Synopsis
Samson est un baleineau, très intéressé par le mythe de son ancêtre, la baleine Moby Dick. Alors que sa mère vient d'être enlevée par des pêcheurs, Samson, accompagné par Sally, part à la recherche de la légendaire baleine, qui, selon la légende, reviendra pour sauver l'ensemble des baleines.

## Fiche technique
- Titre : Le Secret de Moby Dick
- Titre original : Samson og Sally
- Réalisation :
  - Réalisateur : Jannik Hastrup
  - Réalisateur « séquence spéciale » : Kjeld Simonsen
- Scénario :
  - Scénaristes : Jannik Hastrup et Bent Haller d'après le livre de Bent Haller
  - Chargé de l'adaptation des dialogues : Li Vilstrup
- Musique : Fuzzy (en)
- Production : Ebbe Preisler
- Animation :
  - Chargé de l'animation : Jannik Hastrup, Flemming Jensen, Walther Lehmann, Liller Møller, Per Tønnes Nielsen, Kjeld Simonsen, Bent Steffensen, Georges Stoyanoff et Anders Sørensen
  - Assistant-chargé de l'animation : Ditte Brink, Michael Clante, Suzanne Crepault, Bigita Faber, Mai-Britt Hastrup, Rikke Høyrup, Lisbeth Kjær Jense, Vivi Bruus Jensen, Søren Martinsen, Jette Michaelsen, Carl Quist Møller, Jessie Nielsen, Laura Ratto, Helle Skipper, Malene Vilstrup, Hanne Wernberg et Hannah West Knudsen
- Durée : 60 minutes
- Sortie cinéma :
  -  Danemark : 12 octobre 1984

Sauf mention contraire, les informations proviennent de l'Internet Movie Database.

## Distribution
- Jesper Klein : Samson
- Helle Hertz : Sally
- Per Pallesen : La mouette
- Bodil Udsen : La mère de Samson
- Poul Thomsen : Le père de Samson
- Kirsten Peüliche : Le dauphin
- Berthe Qvistgaard : La tortue
- Claus Ryskjær : La baleine à bosse
- Preben Neergaard : Moby Dick
- Ole Ernst : Le capitaine
- Staffan Hallerstam : Voix additionnelle
- Mathias Henrikson : Voix additionnelle
- Heinz Hopf : Voix additionnelle
- Ingvar Kjellson : Voix additionnelle
- Louise Ræder : Voix additionnelle
- Meta Velander : Voix additionnelle